# 小行星7515
小行星7515（7515 Marrucino）是一颗围绕太阳公转的小行星。1986年3月5日，喬瓦尼·德·桑蒂斯在拉西拉天文台发现了此天体。
这颗小行星的绝对星等为68.98307836145212等。